# Браян Чанг

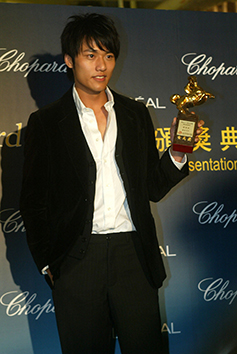

Браян Чанг (нар. 31 березня 1985, кит.: 张睿 家; піньїнь: Zhāng Ruìjiā; Вейд-Джайлз: Чанг Жуй-Цзя) — Тайванський актор. Найкращий новий виконавець на Golden Horse Awards за гру у фільмі Вічне літо (2006 р.).

## Фільмографія
- Вічне літо 盛夏光 年 (2006)
- Summer's Tail 夏天 的 尾巴 (2007)
- Invitation Only 绝命 派对 (2009)
- Yang Yang (2009)
- Summer Times (2009)
- Make Up (2011)
- Anywhere Somewhere Nowhere (2012)
- The Missing (2013) [Архівовано 19 січня 2015 у Wayback Machine.] [Архівовано 9 липня 2018 у Wayback Machine.]

## Драма
- Seventh Grade Student [Архівовано 13 квітня 2021 у Wayback Machine.] 七年級生 (2003)
- Love Contract [Архівовано 11 лютого 2008 у Wayback Machine.] 愛情合約 (2004)
- Express Boy [Архівовано 28 липня 2010 у Wayback Machine.] 惡男宅急電 (2005)
- Tokyo Juliet (GTV, 2006)
- Xiang Cao Lian Ren Guan (незначна роль) 香草戀人館(客串)
- Nan Ding Ge Er (незначна роль) 男丁格爾 (客串)
- Love or Bread (CTV, 2008)
- Way Back into Love (2011)
- Our Love (2013)
- True Love 365 (2013)